# Au (Áustria)
Au é um município da Áustria, situado no distrito de Bregenz, no estado de Vorarlberg. Tem 44,93 km² de área e sua população em 2019 foi estimada em 1.769 habitantes.